# Franz Fuchsberger
Franz Fuchsberger (Wolfsbach, 28 de setembro de 1910 - 1 de janeiro de 1992) foi um futebolista austríaco, medalhista olímpico.

## Carreira
Franz Fuchsberger fez parte do elenco medalha de prata, nos Jogos Olímpicos de 1936.